# Banco de dados químicos
Um banco de dados químicos ou base de dados químicos é um banco de dados especificamente projetado para armazenar informação química. Esta informação pode incluir fórmulas, estruturas químicas e cristalinas, espectros, reações químicas, sínteses químicas e dados termodinâmicos.